# キャロット (ポストプロダクション)
株式会社キャロット（英文社名：CARROT）は、株式会社エキスプレスの子会社で、主にテレビ番組・コマーシャル・ビデオパッケージなどの編集、MAやスポーツ中継などのスローVTRでおなじみの中継ハイライト編集・リプレイ制作に関する業務を行うポストプロダクションである。

## 概略
1978年（昭和53年）10月、大阪市北区天満にある株式会社エキスプレスのポストプロダクション事業として開設された。
2008年（平成20年）1月10日に、株式会社エキスプレスを分社化し、株式会社キャロットとして新設分割し設立された。

## 主な担当番組

### 現在
- 演歌百撰（関西放送制作）
- 千鳥のぼっけぇTV!（GAORA）※MA業務のみ
- ごきげんライフスタイル よ〜いドン!「となりの人間国宝さん」（関西テレビ）
- モモコのOH!ソレ!み〜よ!（関西テレビ）
- 買物生活ほんでなんぼ?（関西テレビ）

### 過去
- 円広志のグルメデート（MBS毎日放送）
- ふるさとZIP探偵団（関西テレビ）
- 浜村淳の人・街・夢（関西テレビ）
- 浜村淳の大阪夢散歩（関西テレビ）
- 幸せさがしバラエティ 花モ、嵐モ!!（関西テレビ）
- 旅っきり!〜ふれあい紀行〜（関西テレビ）
- 恋愛バラエティ ピンどん（関西テレビ）
- 冒険チュートリアル（関西テレビ）
- おとなの子守唄（サンテレビ）
- SHINPUU 銀シャリ×藤崎マーケットの◎本の矢（関西テレビ）※MA業務のみ